# 6893 Sanderson
6893 Sanderson eller 1983 RS3 är en asteroid i huvudbältet som upptäcktes den 2 september 1983 av den belgiske astronomen Henri Debehogne vid La Silla-observatoriet. Den är uppkallad efter Richard Sanderson.
Den tillhör asteroidgruppen Vesta.